# Айбике (Баткенская область)
Айбике (до 2024 года — Маданият) — село в Лейлекском районе Баткенской области Кыргызстана. Входит в состав Тогуз-Булакского айылного аймака.

## География
Село расположено в западной части области, на берегу реки Уймерен, на расстоянии приблизительно 16 километров (по прямой) к востоку от города Раззакова, административного центра района. Абсолютная высота — 1389 метров над уровнем моря.

## Население
Согласно оценочным данным Национального статистического комитета Кыргызской Республики, численность населения села на начало 2023 года составляла 3045 человек.
| год     | 2009 | 2014 | 2015 | 2020 | 2021 | 2023 |
| ------- | ---- | ---- | ---- | ---- | ---- | ---- |
| человек | 2445 | 2714 | 2680 | 2965 | 2976 | 3045 |